# Sarbhog
Sarbhog là một thị xã và là nơi đặt ủy ban khu vực thị xã (town area committee) của quận Barpeta thuộc bang Assam, Ấn Độ.

## Nhân khẩu
Theo điều tra dân số năm 2001 của Ấn Độ, Sarbhog có dân số 7553 người. Phái nam chiếm 51% tổng số dân và phái nữ chiếm 49%. Sarbhog có tỷ lệ 78% biết đọc biết viết, cao hơn tỷ lệ trung bình toàn quốc là 59,5%: tỷ lệ cho phái nam là 83%, và tỷ lệ cho phái nữ là 72%. Tại Sarbhog, 10% dân số nhỏ hơn 6 tuổi.